# Heike Wiese

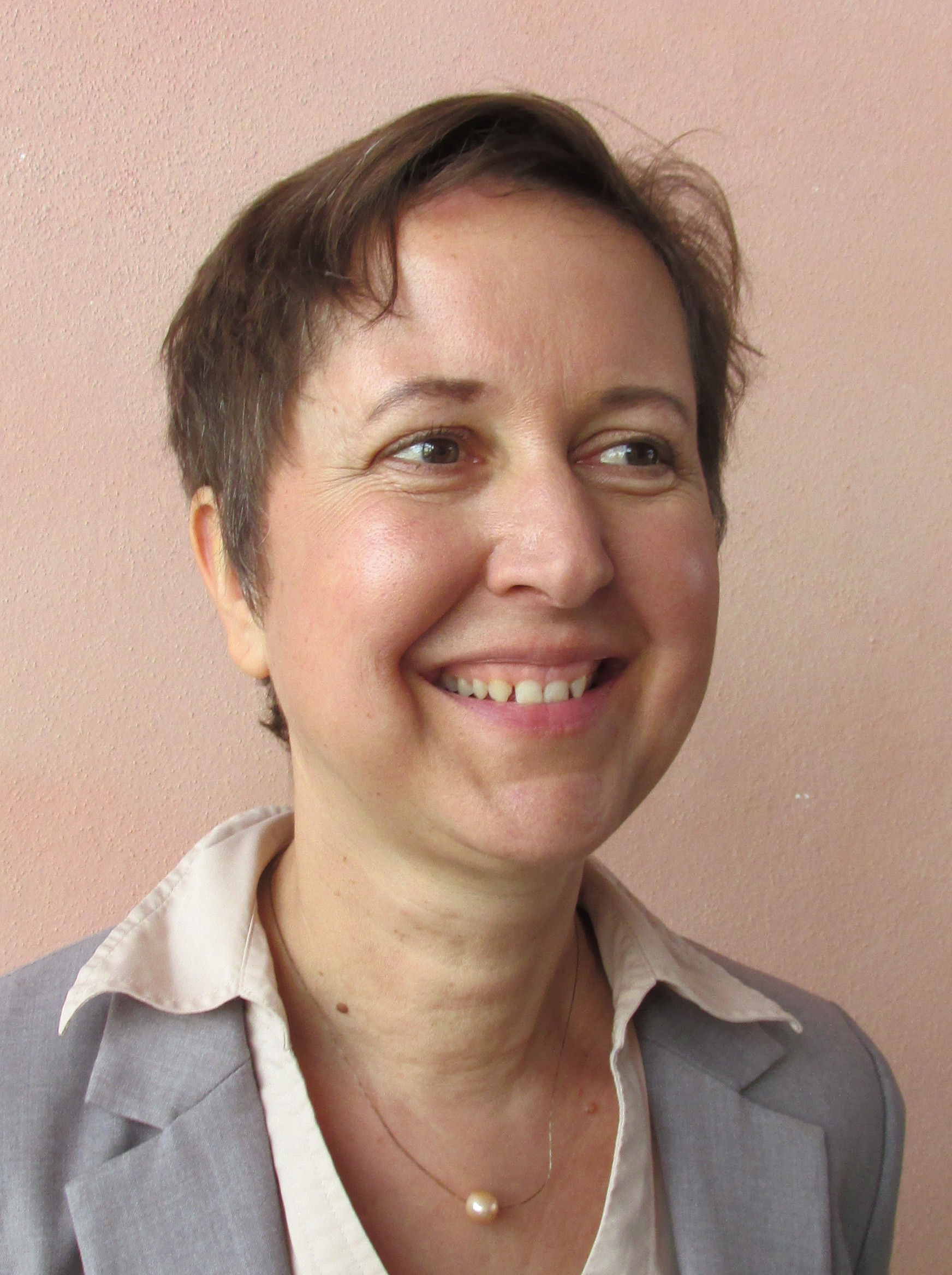
Heike Wiese, 2014

Heike Wiese (* 25. Mai 1966 in Einbeck) ist eine deutsche Germanistin und Hochschullehrerin.

## Leben
Wiese studierte zwischen 1985 und 1992 Germanistik und Philosophie an der Georg-August-Universität Göttingen. Ihr Studium schloss sie mit dem Ersten Staatsexamen ab. Es folgte ein Promotionsstudium an der Humboldt-Universität zu Berlin, das sie 1997 mit einer Arbeit über den Zusammenhang von Zahlen und Numeralia abschloss. Während der Promotion arbeitete sie als wissenschaftliche Mitarbeiterin am Institut für deutsche Sprache und Linguistik der Humboldt-Universität, wohin sie nach einer Tätigkeit als Gastwissenschaftlerin an der Brandeis University (1998–1999) zurückkehrte. Dort erhielt sie 2002 den Preis für gute Lehre der Philosophischen Fakultät II und habilitierte sich im Dezember 2003 mit der Arbeit Sprachliche Arbitrarität als Schnittstellenphänomen. Bis 2005 blieb sie am Berliner Institut und erhielt im gleichen Jahr den „Susanne K. Langer Award for Outstanding Scholarship in the Ecology of Symbolic Form“. Anschließend arbeitete sie als Gastprofessorin an der Yale University. Von 2006 bis 2019 war sie Inhaberin der Professur für „Deutsche Sprache der Gegenwart“ an der Universität Potsdam, seit 2019 ist sie Inhaberin der Professur für „Deutsch in multilingualen Kontexten“ an der Humboldt-Universität zu Berlin.
Einem breiteren Publikum bekannt wurde Heike Wiese in ihrer Funktion als Sprecherin des Zentrums Sprache, Variation und Migration. Dort beschäftigt sie sich besonders mit der Varietät des Kiezdeutschen, das sie als produktiven Dialekt bzw. Multiethnolekt bezeichnet. Mit ihrem Team hat sie ein Online-Portal zum Thema erstellt.
Sie ist Mitglied des Rates für Migration. 2024 wurde Wiese zum Mitglied der Academia Europaea gewählt.

## Werke (Auswahl)
- Kiezdeutsch. Ein neuer Dialekt entsteht. C.H. Beck, München 2012, ISBN 978-3-406-63034-7.
- Arbitrarität als Schnittstellenphänomen. Berlin 2003, OCLC 917212802 (Habilitationsschrift Humboldt-Universität Berlin 2003, 236 S.).
- Zahl und Numerale. Eine Untersuchung zur Korrelation konzeptueller und sprachlicher Strukturen (= Studia Gramatica, Band 44). Akademie-Verlag, Berlin 1997, ISBN 3-05-003175-1 (Dissertation Humboldt-Universität Berlin 1997, 389 S.).